# Walter Ravez

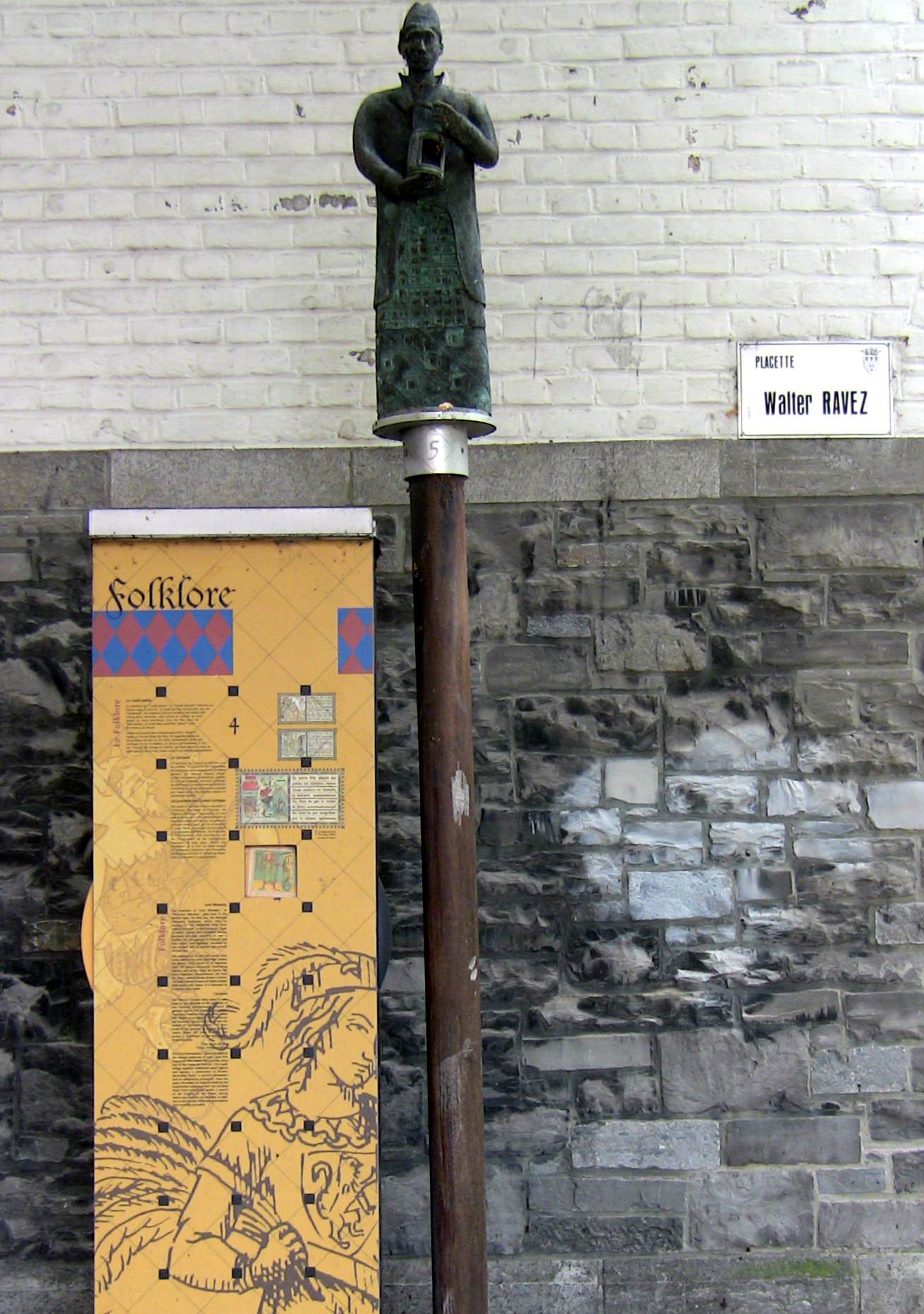

Walter Ravez est un militant wallon de Tournai né le 20 septembre 1886 à Vaulx [Où ?] et décédé à Tournai le 31 août 1946.
Il proclame la place de Tournai en Wallonie et il fonde, le 27 décembre 1907, à l'intérieur de la Ligue wallonne du Tournaisis, le Royal Cabaret wallon de Tournai.
Il fut membre du comité d'honneur du premier Congrès culturel wallon qui se tint en 1938 à Charleroi.
Après avoir donné en 1936 une conférence intitulée « Nos Femmes écrivains », il publie en 1939 l'ouvrage Femmes de lettres belges aux éditions de Belgique.
Un internat portant son nom, celui de l'Athénée Royal Jules Bara, se situe le long de l'Escaut, sur les quais Vifquin, depuis 1989. Un géant Walter Ravez y a été créé.

## Sources
1. ↑  Encyclopédie du Mouvement wallon, Tome III, p. 1365.
2. ↑  Catherine Gravet, « Les historiens des lettres belges sont-ils aveugles au genre ? », Questions de communication, no 15,‎ 1er juillet 2009, p. 203–220 (ISSN 1633-5961, DOI 10.4000/questionsdecommunication.559, lire en ligne, consulté le 6 janvier 2025)
3. ↑  Serge Mondo, « Histoire d'une école », Bulletin des Retraités du personnel des services et établissements d'enseignement gérés par la communauté française et la communauté germanophone,‎ 2014, p. 6 (lire en ligne [PDF])
4. ↑  Christian Boudart, « À la rencontre de géants méconnus de Tournai », sur Géants de Belgique (et des environs), 24 janvier 2024 (consulté le 6 janvier 2025)

- Notices d'autorité :   - VIAF
  - ISNI
  - BnF (données)
  - IdRef